# ماريا أنطونيا كوهاري دي تشابراغ
ماريا أنطونيا كوهاري دي تشابراغ (بالمجرية: Koháry Mária Antónia)‏ (و. 1797 – 1862 م) هي ملحنة من المجر. ولدت في بودا، تزوجت من الأمير فرديناند من ساكس-كوبرغ وغوتا ووالدة فرناندو الثاني ملك البرتغال، وجدة فرديناند الأول ملك بلغاريا،
توفيت في فيينا، عن عمر يناهز 65 عاماً.